# Páll Szilárd
Páll Szilárd (Brassó, 1959. május 21. –) erdélyi származású magyar író

## Életútja
Szülővárosában az Unirea Líceum magyar tagozatán érettségizett (1978), a Babeș-Bolyai Egyetemen szerzett közgazdasági diplomát (1983). 1990-ben áttelepült Magyarországra, részt vett a Székely Útkereső szerkesztésében (1992–1993), budapesti munkatársa volt az Udvarhelyi Híradónak (1995–1997), és szerkesztője a Gazdaság és Statisztika szakfolyóiratnak (2003–2007).

## Munkássága
Első írását az Ifjúmunkás közölte (1976). Riportokkal, karcolatokkal a Brassói Lapokban jelentkezett. A Korunk hasábjain A csodaóra című bizarr története (1981/6), az Igaz Szóban Nirvána (1983/5) című elbeszélése jelent meg. Novelláit közölte a Magyar Napló, Tiszatáj.
Kötetei: A csodaóra (novellák, 1983), A bolondok hatalma (2003), Keszi Dániel ajándék napja (Ab Ovo Kiadó, 2015), Alkonyatkor, Budapest felett (2023)